# Hram Apolona Epikura u Bassai
Basaa, Bassai, Vasses ili Vassai (latinski: Bassae, grčki: Βάσσες) u značenju "mali kit u kamenju" je arheološki lokalitet u sjeveroistočnom dijelu starogrčke Arkadije, danas prefektura Mesanija. Smješten je blizu sela Skliros, sjeveroistočno od grada Figaleia, južno od Andritsaina i zapadno od Megalopolisa. Najpoznatiji je po dobro sačuvanom grčkom hramu iz oko 450. – 400. pr. Kr., Hramu Apolona Epikura.
Hram je bio posvećen Apolonu Epikuru ("Apolonu pomagaču"), a izgradio ga je Iktin, arhitekt još slavnijih hramova, Ateninog hrama u Hefestu i Partenona na Atenskoj akropoli. Drevni grčki putopisac Pausanias je u 2. stoljeću hvalio njegovu arhitekturu koja zasjenjuje sve one u Ateni i Tageji svojom ljepotom i skladom konstrukcije.
Premda je bio zemljopisno udaljen od starogrčkih polisa, on je jedan od najviše proučavanih hramova zbog mnogih njegovih neobičnih karakteristika. Upravo zbog njegove zabačenosti, zaobišla ga je sudbina drugih starogrčkih hramova: uništenje ratovima ili tijekom pokrštavanja. Međutim, danas mu prijeti potpuno nova opasnost, kisela kiša koja brzo otapa vapnenac i oštećuje njegove mramorne ukrase. Zbog toga je prekriven bijelim šatorom kako bi se sačuvao, ali i omogućilo njegovo arheološko istraživanje.
On je bio prvi grčki hram koji je upisan na UNESCO-ov popis mjesta svjetske baštine u Europi 1986. godine.

## Odlike
Hram Apolona Epikura se nalazi na visini od 1.131 metra nadmorske visine, na obronku planine Kotyliona, u smjeru sjever-jug, što je u suprotnosti s ostalim starogrčkim hramovima koji su gotovo uvijek bili u smjeru istok-zapad. To je zbog velike kosine obronka planine, zbog čega je ulaz u hram morao biti stavljen na njegovu bočnu stranu.
Hram je razmjerno skromnih dimenzija, ali je imao originalne odlike: njegov stilobat (platforma osnove) iznosi 38,3 x 14,5 metara, ima dorski peristil (ophod od stupova) sa 6x15 stupova, jonske stupove na trijemu, te korintske unutra, a na krovu je bio otvor za svjetlo. Bio je potpuno izgrađen od arkadskog vapnenca, osim friza koji je bio od mramora. Poput drugih grčkih hramova imao je tri prostorije (naos, pronaos i opisthodomos). Središnje svetište (naos) je bilo jednostavno uređeno, naime sadržavalo je samo skulpturu Apolona, ali i bogati reljefni friz na vrhu zidova oko cijele prostorije. On je prikazivao Amazanomahiju (Borba Argonauta s Amazonkama), te Lapita protiv Kentaura. Metope s friza je uklonio Charles Robert Cockerell i odnio ih u Britanski muzej 1815. godine (tzv. "Bassae Marbles", galerija 16.). On ih je iskoristio kao model za ukrašavanje gipsanim odljevima veliko stubište muzeja Ashmolean i Travellers Cluba u Londonu.
- Charles Cockerell, Rekonstrukcija unutrašnjosti hrama, 1860.
- Izgled hrama 1821. (Edward Dodwell)
- Hram danas
- Bassae friz u Britanskom muzeju u Londonu
- Heraklo protiv Amazonke, dio friza

## Poveznice
- Umjetnost stare Grčke
- Grčki hram